# (222) Lucia
Lucia és el nom que rep l'asteroide número 222, situat al cinturó d'asteroides. Fou descobert per l'astrònom Johann Palisa des de l'observatori de Viena (Àustria), el 9 de febrer del 1882. Deu el seu nom (Lucia) a la filla de l'explorador Graf Wilczek.